# Andriej Taratuchin
Andriej Siergiejewicz Taratuchin, ros. Андрей Сергеевич Таратухин (ur. 22 lutego 1983 w Omsku) – rosyjski hokeista, reprezentant Rosji, olimpijczyk, trener.

## Kariera zawodnicza
- Awangard-WDW Omsk (1998-2001, 2002/2003)
- Awangard Omsk (2000)
- Mostowik Kurgan (2001-2002)
- Awangard Omsk (2002-2004)
- Omskie Jastrieby (2003/2004)
- Mieczeł Czelabińsk (2003/2004)
- Mieczeł 2 Czelabińsk (2003/2004)
- Saławat Jułajew Ufa (2004-2005)
- Saławat Jułajew Ufa (2004/2005)
- Łokomotiw Jarosław (2005-2006)
- Omaha Ak-Sar-Ben Knights (2006-2007)
- Saławat Jułajew Ufa (2007-2012)
- Awangard Omsk (2012-2013)
- Nieftiechimik Niżniekamsk (2013-2014)
- Atłant Mytiszczi (2014-2015)
- Jugra Chanty-Mansyjsk (2015-2016)
- Amur Chabarowsk (2016)
- Mietałłurg Nowokuźnieck (2016-2017)
- HSC Csíkszereda (2017-2021)
- EV Füssen (2021)
- HSC Csíkszereda (2022)

Wychowanek i do maja 2013 zawodnik klubu Awangardu Omsk. Od września 2013 zawodnik Nieftiechimika Niżniekamsk. Od maja 2014 zawodnik Atłanta Mytiszczi. Od maja 2015 do kwietnia zawodnik Jugry. Od lipca do początku września 2016 zawodnik Amuru Chabarowsk. Od końca października zawodnik Mietałłurga Nowokuźnieck. Od września 2017 zawodnik rumuńskiego HSC Csíkszereda. W lipcu 2021 ogłoszono jego transfer do niemieckiego klubu EV Füssen. Od stycznia 2022 ponownie w HSC Csíkszereda.
Uczestniczył w turniejach  mistrzostw świata juniorów do lat 18 edycji 2001, mistrzostw świata juniorów do lat 20 edycji 2002, 2003, zimowych igrzysk olimpijskich 2006.

## Kariera trenerska
Przed sezonem 2022/2023 został asystentem u boku głównego trenera Dienisa Kulasza zespołu Junison-Moskwa w juniorskich rozgrywkach NMHL. Obaj od czerwca 2023 weszli do sztabu trenerskiego zespołu Kapitan Stupino.

## Sukcesy
Reprezentacyjne
- Złoty medal mistrzostw świata juniorów do lat 20: 2001
- Złoty medal mistrzostw świata juniorów do lat 20: 2002, 2003

Klubowe
- Złoty medal mistrzostw Rosji: 2004 z Awangardem, 2008, 2011 z Saławatem
- Brązowy medal mistrzostw Rosji: 2010 z Saławatem
- Puchar Kontynentu: 2010 z Saławatem
- Puchar Gagarina: 2011 z Saławatem
- Puchar Otwarcia: 2008, 2011 z Saławatem
- Srebrny medal Erste Liga: 2019 z HSC Csíkszereda
- Złoty medal Erste Liga: 2020 z HSC Csíkszereda